# Central nuclear de Ignalina

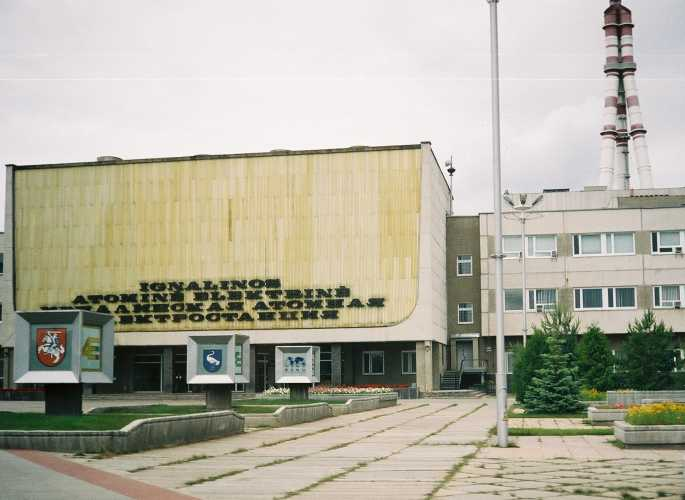
Central Nuclear de Ignalina.

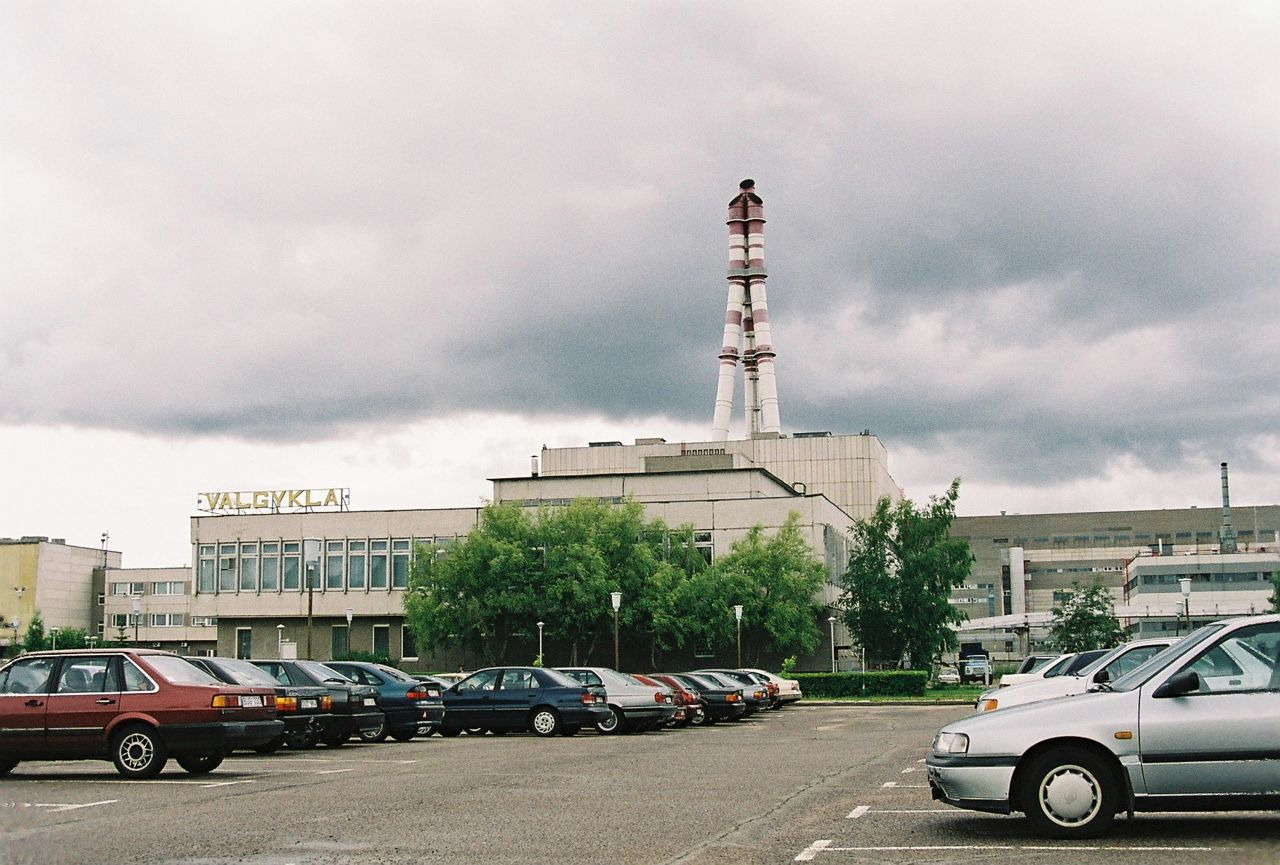
Reactor 1.

La central nuclear de Ignalina (en lituano: Ignalinos atominė elektrinė, en ruso: Игналинская АЭС) era una central nuclear de dos unidades RBMK-1500 en Visaginas, Lituania. Operó entre 1983 y 2009. Lituania acordó cerrar la planta, como parte de su acuerdo de adhesión a la Unión Europea, que se produjo en 2004, ya que esta no cumplía los estándares europeos.

## Reactores
La central nuclear de Ignalina contenía dos reactores de energía RBMK-1500 refrigerados por agua y con moderador de grafito. El reactor de diseño soviético RBMK-1500 era originalmente el más potente del mundo, con una capacidad de potencia eléctrica de 1500 MW. Después del accidente de Chernóbil su capacidad fue reducida a 1360 MW. Estos reactores son de un tipo similar (RBMK-1000) a los de la Central Nuclear de Chernóbil, por lo que la Unión Europea presionó para cerrarla.
La unidad N.º 1 se terminó en 1983 y fue cerrada el 31 de diciembre de 2004. La unidad N.º 2 se puso en marcha en agosto de 1987 y fue cerrada el 31 de diciembre de 2009. Las unidades 3 y 4 nunca fueron acabadas.

## Historia
Las preparaciones para la construcción comenzaron en 1974. El trabajo en el terreno comenzó cuatro años más adelante. El reactor N.º 2 fue terminado en 1986. Originalmente, la unidad N.º 2 fue programada para entrar en funcionamiento en 1986, pero, como consecuencia del accidente de Chernóbil, su puesta en funcionamiento se pospuso por un año. También, la construcción de la unidad N.º 3 fue suspendida y en 1989 comenzó a ser demolida. La ciudad de Visaginas fue construida para alojar a la gente que trabajara en dicha planta. La localización fue elegida junto al mayor lago de Lituania, el Lago Drūkšiai, que serviría par para dotar el agua usada en la refrigeración de los reactores. Una parte de este lago ahora se comparte con Bielorrusia. Algunas sociedades y entidades ambientales mostraron su preocupación porque el lago es demasiado pequeño para una planta de gran tamaño y dicen que la temperatura media del cuerpo acuífero aumentó en algunos grados. Esto podría desencadenar consecuencias negativas en los ecosistemas del lago.

## Cierre
Como condición de la entrada en la Unión Europea, Lituania acordó cerrar la estación. Antes del cierre de la unidad N.º 1, y la reducción de la capacidad normal de la estación, la planta proveía el 80 % de la electricidad de Lituania. 
Lituania junto a Francia son los países más dependientes de la energía atómica. La Unión Europea acordó pagar los costes y la remuneración de su desmontaje, continuando con los pagos hasta 2013.
El cierre de la planta hizo frente a la feroz oposición del pueblo lituano. La planta proporcionaba la mayor parte de la energía a la población local. Para compensar esto, se comenzó un proyecto  para incentivar el turismo y promover otras clase de pequeñas empresas y así diversificar sus ingresos, que aunque mejoraron la economía local, nunca mejoró la global. Otros grandes temores se crearon porque se presumía que, tras su cierre, se elevarían súbitamente los precios en los costes de vida, así como se vería una desmejora en el estilo de vida, dado su encarecimiento, por cuenta de una electricidad muchísimo más cara y porque Lituania tendría que afrontar, tras su cierre, costes gigantescos, terminándose por arruinar económicamente, cosa que no ocurrió.

## Reactor nuevo
Entre los años 1990 y 2000 se sostuvieron discusiones sobre la posibilidad de construir una planta de energía atómica nueva en el mismo sitio, previendo la probabilidad de una escasez próxima de energía en la región. 
En febrero de 2007, el presidente lituano Valdas Adamkus dijo a periodistas que visitaban que “hay un acuerdo entre Lituania, Letonia, Estonia y Polonia de asegurar la autonomía energética permitiéndose la construcción de más de un reactor nuclear”. 
Según el primer ministro Gediminas Kirkilas, el reparto sería concluido a mitad de 2008, con la operación comenzando en 2015. La nueva capacidad de planta se estima en 3200 MW, en un coste de 5-6 mil millones de euros. El 28 de junio de 2007, el parlamento de Lituania adoptó una ley sobre la construcción de una planta de energía atómica nueva, con lo que se da inicio formal a un nuevo proyecto.

## En la cultura popular
Debido a su similitud visual con la Central nuclear de Chernóbil, la planta de energía nuclear de Ignalina sirvió como lugar de filmación para la miniserie de la cadena HBO Chernobyl de 2019, que recrea el Accidente de Chernóbil.